# This Is England
«This Is England» — песня английской панк-рок-группы The Clash, выпущенная в сентябре 1985 года с их шестого и последнего студийного альбома Cut the Crap. Спродюсированная Бернардом Роудсом и написанная им в соавторстве со Страммером это был последний сингл группы в их более позднем составе, состоявшем из Джо Страммера, Пола Симонона , Ника Шеппарда , Пита Говарда и Винса Уайта.

## Текст песни и смысл
Написанная в конце 1983 года, песня посвящена состоянию Англии в то время. «This Is England» включает в себя список проблем Англии в первые годы правления Тэтчер, затрагивая насилие в городах, городское отчуждение, жизнь в муниципальных районах, высокий уровень безработицы, умирающую мотоциклетную промышленность Англии, расизм, национализм и коррупцию в полиции, а также две очень распространённые темы для авторов песен левого толка середины 1980-х годов: война за Фолклендские острова и потребительский, покорный менталитет многих англичан в то время. Песня начинается с писклявого голоса уличного торговца, кричащего: «Четыре за фунт — ваши фланели для лица; три за фунт — ваши чайные полотенца!» (англ. four for a pound your face flannels; three for a pound your tea towels!). Неясно, является ли это голосом ребёнка или взрослого, который был ускорен для повышения тональности.

## Релиз и отзывы критиков
В отличие от альбома, который продолжает подвергаться критике и в некоторых случаях насмешкам, «This Is England» часто хвалят. Страммер назвал её «последней великой песней Clash».
Сингл был выпущен на 7-дюймовом виниле с треком «Do It Now», а также на 12-дюймовом виниле с другой обложкой и дополнительным треком на второй стороне под названием «Sex Mad Roar».
Песня была включена в сборник 2003 года The Essential Clash. В 2006 году сингл был полностью переиздан на CD в качестве 19 диска в Singles Box, сопровождаемого точным воссозданием оригинальной обложки сингла и дополнительным треком «Sex Mad Roar» с оригинальной 12-дюймовой пластинки. Сингл также появился на сборнике 2007 года The Singles.

## Участники записи
- Джо Страммер — ведущий вокал[англ.]
- Пол Симонон — бас-гитара, бэк-вокал
- Ник Шеппард[англ.] — гитара, бэк-вокал
- Винс Уайт[англ.] — гитары
- Пит Говард[англ.] — ударные на «Do It Now» и «Sex Mad Roar»
- Берни Роудс[англ.] — синтезаторы, бэк-вокал, ударные, звуковые эффекты

## Чарты
| Чарт                | Высшая позиция | Дата         |
| ------------------- | -------------- | ------------ |
| UK Singles Chart    | 24             | Октябрь 1985 |
| Irish Singles Chart | 13             | Октябрь 1985 |